# 찰코

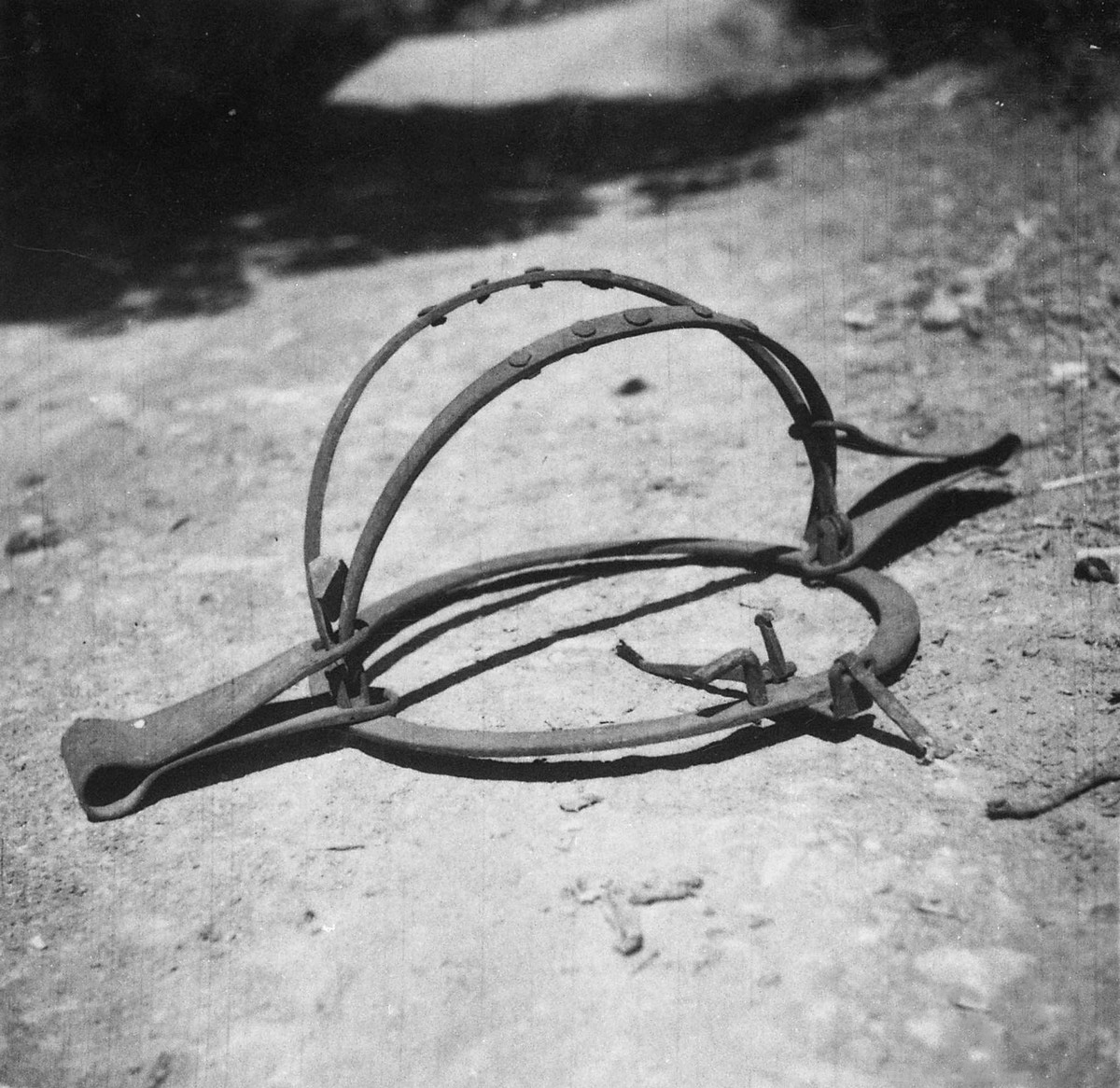

찰코(leghold trap)는 기계식 덫의 일종이다.
짐승이 가운데를 밟으면 양쪽으로 펼쳐져 있던 출렁쇠가 튕겨져 닫히면서 짐승의 다리를 물거나 부러뜨린다.

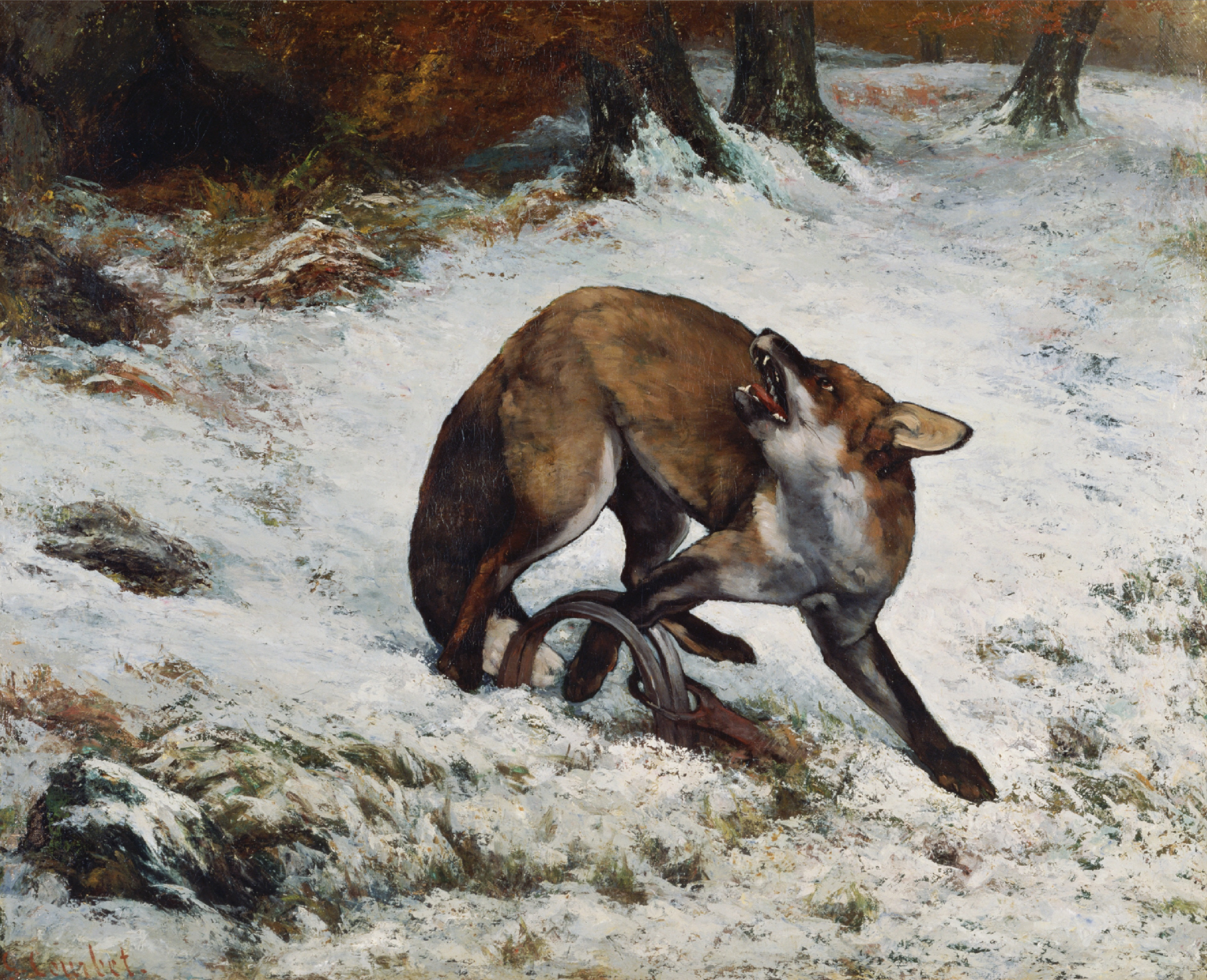
귀스타브 쿠르베의 그림, 《덫에 걸린 여우》